# 幸野ゆりあ
幸野 ゆりあ（こうの ゆりあ、1991年3月20日 - ）は、日本の女優、タレントである。神奈川県横須賀市出身。MILLENNIUM PRO所属。
明治学院大学在学中に「ミニスカポリス」正規メンバーとしてアイドルデビューし、「怪傑!トロピカル丸」のメンバーとしての活動を経てソロ活動に転身。自ら企画した個人撮影会の開催や、ライブへの出演を重ねる。
現在は舞台やドラマ、NHKの昼情報番組や人気コメディ番組「LIFE！」への出演等、マルチに活動。特に、横浜市を走る新交通システム「シーサイドライン」のプロモーションガールとして2017年から大活躍を続けている。2019年4月より、自身の作詞作曲した曲が駅の発車メロディに採用されている。神奈川県警や消防団から委嘱を受け、防犯PRや１日消防団長などの公的PRも行っている。
また、メディアミックス人気作品「けものフレンズ」シリーズにおいては、アニメ「けものフレンズ」ではインドゾウを、そして舞台「けものフレンズ」（初演・再演）ではオオフラミンゴを演じており、人気を博している。
学生時代のチアリーディング経験から、運動能力が非常に優れており、体が非常に柔らかい。子供好き。

## 略歴

### デビュー時代

#### 2010年
- 01月29日：Ameba Blogを開始した。
- 事務所に正式所属しているわけではなく、フリーとして活動していた[2]。

#### 2011年
- 05月07日：ダンスの引退公演を戸塚公会堂にて開催[3]。

### ソロ時代

#### 2011年
- 07月15日：渋谷DESEOで開催されたアイドル対バンライブ『アイドルカーニバル』のオープニングで出演。ソロとしては初めてステージ出演した[4]。曲目はAKB48の『君のことが好きだから』[5]。
- 07月29日：アイドルユニットのダンスレッスンにてメンバーと初対面した[6]。
- 08月12日：芸能事務所STARSIGN PROへの正式所属を告知した[7]。

### 復活！ミニスカポリス時代

#### 2011年
- 09月04日：渋谷パセラグランデにて行われた復活！ミニスカポリス定期ライブにて、15代目ミニスカポリス新メンバーとしてお披露目。
- 09月18日：『復活！ミニスカポリス応援団部室vol.15』にてライブデビュー[8]。

#### 2012年
- 04月07日：撮影会[注 1]を初開催。
- 07月28日：復活！ミニスカポリスとして神ライブ[注 2]に初出演。
- 10月23日：ミスFLASHのファイナリストに選出された[9]。
- 12月30日：ライブ『ROLL TOGETHER SUPER FANTASTIC LIVE 2012』及びニコジョッキー感謝祭公開生放送『告っちゃスペシャルVOL.2』にて活動休止。

### ソロ時代

#### 2013年
- 1月～3月までビジュアルクイーンや撮影会、ソロライブで活動を行った。

### 怪傑！トロピカル丸時代

#### 2013年
- 03月30日：渋谷WWWにて怪傑!トロピカル丸2ndワンマン開催。3期生6名がお披露目され、この日以降は青春!トロピカル丸（元「Ru:Run」）と純情!トロピカル丸に分かれて活動。幸野ゆりあもここで加入し、純情!トロピカル丸に所属。
- 06月02日：メンバー16名による3rdワンマンライブをTokyo FM Hallにて開催。
- 07月14日：4thシングル『チャンスの神様』インストアイベント初日。
- 07月27日：
- 08月14日：映画『アイドル怪談』上映＆トークイベント[10]。
- 10月20日：神ライブ[注 3]にて重大発表。11月に純情!トロピカル丸から新しい純情!トロピカル丸へ移籍。新しい純情!トロピカル丸は、11月以降ポニーキャニオン運営となった（後にDeseo運営となる）。
- 11月08日：新・純情!トロピカル丸の初ライブ。リーダーが松下恵里香に決定した。
- 12月23日：幸野ゆりあ掲載写真集「月刊STAR SIGN PRO Vol.1」発売。

#### 2014年
- 03月03日：純情!トロピカル丸、初の生バンド付きのライブ。
- 03月22日：日テレジェニック2014候補生お披露目イベント[11][注 4]。
- 03月23日：渋谷エンタメステージにて生誕祭を開催した。
- 04月26日：ニコニコ超会議にてWIXOSS GIRLSとしてお披露目。
- 07月14日：純情！トロピカル丸、松下・幸野の2人体制にて初ライブ。

#### 2015年
- 01月11日：純情！トロピカル丸幸野ゆりあ卒業公演及び卒業オフ会を開催。

### ソロ時代

#### 2015年
- 04月26日：『SHUFFLE idol fes～幸野ゆりあソロデビュー記念公演～』にてソロデビュー。
- 05月01日：star sign proを退社し、MA＠visionへ移籍した[12][13]。
- 05月17日：池袋dotにて、MA＠visionへ移籍後初のソロライブ[14]。
- 10月05日：ソロ期間唯一の遠征。広島STUDIO MAPLEにて『仮面女子☆全国ツアー～さいたまスーパーアリーナへの道～VOL.12』に出演。
- 10月17日：最後になるかもしれないと告知された撮影会『フレッシュソロ撮影会』に出演。
- 10月31日：MA＠visionを退社。ソロ活動も年内にて完了となる。
- 12月12日：渋谷CLUB CRAWLにて『OG！トロピカル丸～卒トロ公演～』に出演。金野美穂、山中ゆき、谷垣綾南、よこはまりほも友情出演した。

#### 2016年
- 05月22日：7か月ぶりの撮影会『こゆりんご撮影会～皆さんお久しぶりです～』に出演。

#### 2017年
- 地元から近い地域を走っているシーサイドライン2代目プロモーションガールに就任。
- 10月02日：神奈川県警から委嘱を受け、振り込め詐欺撲滅大使として新杉田駅にてPR活動を実施。

#### 2018年
- 02月07日：横浜駅構内にて、神奈川県警や各鉄道会社と共に「暴力行為及び痴漢防止キャンペーン」を実施。
- シーサイドライン2代目プロモーションガールの続投が決定。
- 04月07日：シーサイドラインフェスタ2018にて続投記念ミニライブを実施。
- 04月08日：オオフラミンゴとして相模湖プレジャーフォレストにて行われたけものフレンズ「ピクニックが～で～ん」イベントに参加。
- 05月05日：自己プロデュースによる生誕記念交流イベント「Belated幸野生誕〜こどもの日ﾅﾗﾇこゆりの日〜」を開催。
- 09月08日：自らが作詞・作曲・歌を手掛けた横浜シーサイドラインオリジナルソング第２弾「進め、みらいへ！」がシーサイドライン公式Youtubeチャンネルにて公開開始。
- 10月20日：金沢まつり2018いきいきフェスタにて、横浜市金沢区の１日消防団長を勤める。

#### 2019年
- ツイッターのフォロワー数が１万人に到達。

- シーサイドライン2代目プロモーションガール３年目の続投が決定。
- 03月23日：セルフプロデュースによるイベント「こゆり生誕祭2019」を開催。
- 03月31日：シーサイドライン金沢八景駅のリニューアル開業出発式にてテープカット・花束贈呈を担当。
- 04月13日：シーサイドラインフェスタ2019にて3年目続投記念ミニライブを実施。
- 04月13日：シーサイドラインの８駅にて、自らが作詞・作曲・歌を手掛けた横浜シーサイドラインオリジナルソング第２弾「進め、みらいへ！」の発車メロディが使用開始。

## 出演

### 舞台
2012年
- 彩才女組「朝日がのぼる夜」（2012年1月6日 - 9日、新宿・シアターブラッツ） - 菜々 役
- メディアゲート「真夏の夜の夢〜飛んで腐に入る夏の虫〜」（2012年7月5日 - 8日、池袋・シアターグリーンBOX in BOX THEATER） -  美少年 役
- ゴブレイシアター「ミオとジュリとエット…」（2012年10月16日 - 21日、池袋・シアターKASSAI） - モンタギュー編 マキ 役

2015年
- アリスインプロジェクト「魔銃ドナー」（2015年6月24日 - 7月5日、池袋・シアターKASSAI） - 月組 ヘメラ 役

2016年
- アリスインプロジェクト「クォンタム・ドールズ〜量子境界の遊歩者〜」（2016年1月6日 - 11日、新宿村LIVE） - 大城美雪 役

2017年
- アリスインプロジェクト「DANCE DANCE DANCE! 踊りが丘学園〜これが私の舞活動〜」（2017年2月10日 - 19日、池袋・シアターKASSAI） - 星組 菜々美 役
- ネルケプランニング「けものフレンズ」 - オオフラミンゴ 役
  - 初演（2017年6月14日 - 18日、品川プリンスホテルクラブeX）
  - 再演（2018年1月13日 - 21日、AiiA 2.5 Theater Tokyo）

2018年
- 犀の穴「12人の分かれる劇団員」（2018年2月21日 - 25日、十条・犀の穴） - 島田浪枝 役

2019年
- アリスインプロジェクト「DANCE! DANCE! DANCE! オルタナティブ」（2019年2月9日 - 17日、池袋・シアターKASSAI） - 本能寺信子 役
- アリスインプロジェクト「アリスインアリスinデッドリースクール」（2019年12月12日 - 23日、池袋・シアターKASSAI） - 氷鏡庵 役

2020年
- 剣舞プロジェクト×アリスインプロジェクト「百花繚乱〜Break a leg!〜」（2020年3月11日 - 15日、新宿村LIVE） - ユナ/三浦常三郎 役

2021年
- Studio K'z「劇場版演劇バラエティ『アイガク』秋晴シリーズ」（秋葉原・BECK akiba）
  - 「アイガク・ライブ」（2021年10月3日）
  - 「アイガク・バトラーズ」（2021年10月31日）

2022年
- SHOWMAN'S「イエローサブマリン〜スラムの国のアリス〜」（2022年7月23日 - 24日、六本木 CLUB EDGE） - ダンプティ 役

2023年
- CONTE STAGE「空き家のニジマス」（2023年2月23日 - 26日、池袋・GEKIBA）
- POWERPROJECTクーデター「JUST-ICE」（2023年6月29日 - 7月2日、荻窪小劇場） - ルーシー・ダグラス 役
- 劇団ココア『魔女エステリーゼの事件簿』「姫と魔笛編」（2023年9月14日 - 18日、下北沢・「劇」小劇場） - ヴァイオレット・グレイス 役
- Alexandrite Stage「25Magic」エメラルド（2023年12月14日 - 17日、CBGKシブゲキ!!） - 谷口美穂 役

2024年
- フォーエスエンタテインメント「食卓の愛～Spring ver～」（2024年5月3日 - 6日、中野Studio twl） - 千川もも 役
- フォーエスエンタテインメント『ときめきステーショナリーズ』「リメンバー・マイ・ラブ：Re」（2024年11月29日 - 12月1日、下北沢・小劇場B1） - ヒロイン 愛循カンナ 役

2025年
- 清月エンターテイメント『だめんずうぉーかー令和版2025』Aチーム「恋愛禁止」（2025年5月14日 - 18日、三鷹RI劇場） - 可憐レイナ 役

### 映画
- アリスインプロジェクト「ボクが修学旅行に行けなかった理由[32]」（2013年7月、監督：草野翔吾）

### テレビ・ラジオ
- 「よゐドル」（2012年1月26日、関西テレビ放送）
- 『カフェインボンバー』内「幸野ゆりあのオネガイキイテ♪」（2015年7月22日、ラジオ川崎FM）
- 「刑事7人」第6話（2017年8月、TBS） - 金沢由香 役
- 「コウノドリ」第9話（2017年12月、TBS）
- 「全力坂」（2018年3月22日・27日、テレビ朝日）
- 「旬感☆ゴトーチ!」（2018年6月5日、NHK） - ゴトーチハンターとして
- 「Crossing Art まーやPのレインボーナイト」(2024年3月24日 -レインボータウンFM)

### CM・動画
- モバゲー「クリスタルクルセイド」（2013年）
- タカラトミー「WIXOSS」（2014年）
- ポケコロ（2017年）
- ガスト「麺屋ガスト」WebCM（2019年）
- LINKAI横浜金沢（2019年）
- ちょこっとアニメ「けものフレンズ3」第2話 - オオフラミンゴ 役

### 映像作品
- 実際にあった!!呪われたDVD!!怪（2014年）
- 心霊キャノンボールガールズ（2016年）

### パチンコ
- 2014年07月：パチンコ『CRリング3　運命の日』 - ココナ 役[33]
- 2015年09月：パチンコ『CR着信アリ』 - 女子大生ユリア 役[34]
- 2015年09月：パチンコ『CR着信アリ』 - 女子大生ユリア 役[34]

### テレビアニメ
- けものフレンズ（2017年1月） - インドゾウ 役[35]
- ゲキドル（2021年1月 - ） - 相本泰子 役[36]

### ゲーム
- けものフレンズ3（2019年） - オオフラミンゴ 役

### ボイスドラマ
- 日本民話シリーズ『姉妹の葛藤』「Team Kenichi」（2022年1月） - まい 役

### ネット配信
- アリスインプロジェクト「アイガク! 冬フェス・オンライン」（2020年12月18日 - 30日、ZAIKO）[37]
  - 6vs6の真剣バトル「アイガク・バトラーズ」（2020年12月27日 - 30日）
  - おなじみ学園バラエティ「アイガク・ライブ」（2020年12月25日 - 26日）
  - 「アイガク・人狼（降臨ハーツVer）」オンライン人狼（2020年12月29日）